# 염통

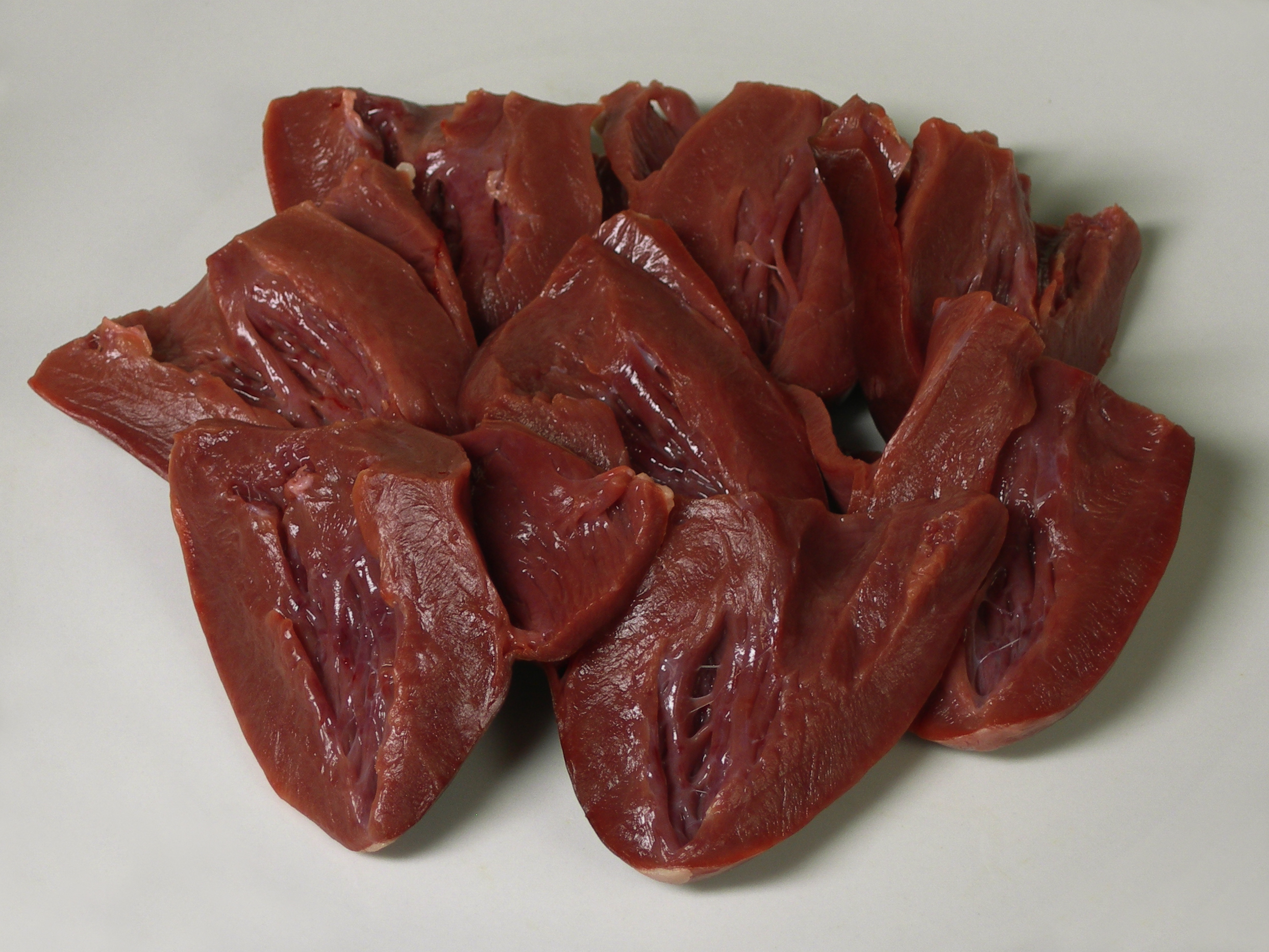
칠면조 염통

동물의 염통 (=심장(心臟)을 식자재로 쓰기도 한다. 부속 고기의 일종이다.

## 요리

### 한국
소의 염통을 구워 염통구이로 먹거나, 넓적하게 저며서 꼬챙이에 꿴 다음 양념해서 구워 염통산적으로 먹는다. 간막국을 끓일 때 넣기도 한다.
돼지의 염통은 찰순대와 돼지 간, 허파, 콩팥, 오소리감투(위), 귀와 더불어 함께 식용으로 쓰인다.

### 브라질
닭의 염통을 꼬치에 꿰어 구워 먹는다. 슈하스쿠를 먹을 때, "심장"이라는 뜻의 "코라상(포르투갈어: coração)"은 보통 닭 염통 꼬치구이를 가리킨다.